# Juan Francisco Zanassi
Juan Francisco Zanassi D’Orsi (* 19. Februar 1947 in Tigre; † 4. April 2022 in Guatemala-Stadt, Guatemala) war ein argentinischer Ruderer.

## Biografie
Juan Francisco Zanassi begann ab seinem 13. Lebensjahr mit dem Rudersport beim Club San Fernando, wo er später zwei nationale Meistertitel gewann. Bei den Panamerikanischen Spielen 1963 gewann er im Vierer ohne Steuermann die Bronzemedaille. Mit nur 17 Jahren nahm Zanassi als jüngster Athlet der argentinischen Delegation an den Olympischen Sommerspielen 1964 teil. In der Vierer ohne Steuermann-Regatta schied er gemeinsam mit Atilio Ensunza, Jorge Meana und Juan Alberto Iannuzzi als Letzter vorzeitig aus.
Nach seiner aktiven Ruderkarriere wurde Zanassi 1972 Trainer beim Club España de México. Bei den Olympischen Spielen 1976 in Montreal gehörte Zanassi als technischer Assistent dem Trainerstab des Ruderteams an. Vier Jahre später, bei den Olympischen Spielen in Moskau, war er Trainer von María Fernanda de la Fuente, der ersten mexikanischen Olympionikin im Rudern. Eine weitere Olympiateilnahme im mexikanischen Trainerstab folgte 1984 in Los Angeles.
1988 folgte der Wechsel nach Guatemala, wo Zanassi sich einen Termin beim guatemaltekischen Verteidigungsministerium geben ließ, um Soldaten zu Ruderern zu trainieren.
Zanassi moderierte im guatemaltekischen Fernsehen verschiedene Sportsendungen. Des Weiteren war er in den Jahren vor seinem Tod Teil der technischen Kommission des Comité Olímpico Guatemalteco.